# Aliseo (F 574)
La fregata Aliseo è stata un'unità missilistica, della Marina Militare Italiana che appartiene alla Classe Maestrale.

## Varo
Costruita a Riva Trigoso la nave è entrata in servizio il 20 settembre 1983. Al suo varo, avvenuto il 29 ottobre 1982 ebbe come madrina la contessa Elena Marzoni Fecia di Cossato, moglie del nipote di Carlo Fecia di Cossato, che fu comandante della precedente Aliseo.

## Attività
La nave che ha come base operativa Taranto ed inquadrata nel COMSQUAFR 1, il 1° Comando Squadriglia Fregate, del COMFORAL, il Comando Forze d'altura ha avuto un'attività operativa molto intensa come tutte le navi della classe partecipamdo all'operazione Enduring Freedom ed Active Endeavour.
Durante la partecipazione ad Active Endeavour, il 1º dicembre 2001 l'Aliseo fu protagonista del salvataggio di alcuni addetti ad una piattaforma petrolifera con gli elicotteri dell'unità che trasportarono 84 addetti alla piattaforma. In occasione della partecipazione all'operazione Enduring Freedom l'unità partita dalla base di Taranto il 9 settembre 2002 fece rientro alla propria base l'8 febbraio 2003, dopo che il precedente 31 gennaio era avvenuto il passaggio di consegne con il Mimbelli.
Nel corso del 2006, insieme alle unità della classe San Giorgio, al cacciatorpediniere Durand De La Penne e al Garibaldi, è stato in Libano per garantire l'arrivo di aiuti umanitari e facilitare l'evacuazione di popolazioni civili inermi.
Ha lasciato il servizio attivo il 7 settembre 2016 entrando in stato di ridotta tabella di disponibilità, preludio alla radiazione che avverrà nel 2017.
L'8 settembre 2017 si è tenuta a Taranto la cerimonia dell'ultimo ammaina bandiera di Nave Aliseo alla presenza del Capo di Stato Maggiore della Marina Valter Girardelli e di numerose altre autorità militari e civili che hanno sancito l'effettiva uscita della Nave dalla squadra navale.

## Storia
L'attuale Aliseo è la terza unità a portare questo nome, dopo un rimorchiatore del 1916, radiato nel 1920 ed una torpediniera Classe Ciclone della seconda guerra mondiale che il 9 settembre 1943 giorno seguente all'armistizio al comando del Capitano di Fregata Carlo Fecia di Cossato che ne aveva assunto il comando il 17 aprile precedente, ingaggiò un combattimento nei pressi di Bastia, nelle acque della Corsica, con 10 unità tedesche, affondandone 7 e danneggiando le altre 3 unità e scrivendo una eroica pagina nel momento più buio della Regia Marina. Nel dopoguerra l'Aliseo fu tra le unità che l'Italia dovette mettere a disposizione delle nazioni vincitrici della guerra in base alle clausole del trattato di pace. Ceduta nel 1949 alla Jugoslavia, venne ribattezzata con il nome Biokovo restando in servizio fino al 1971.

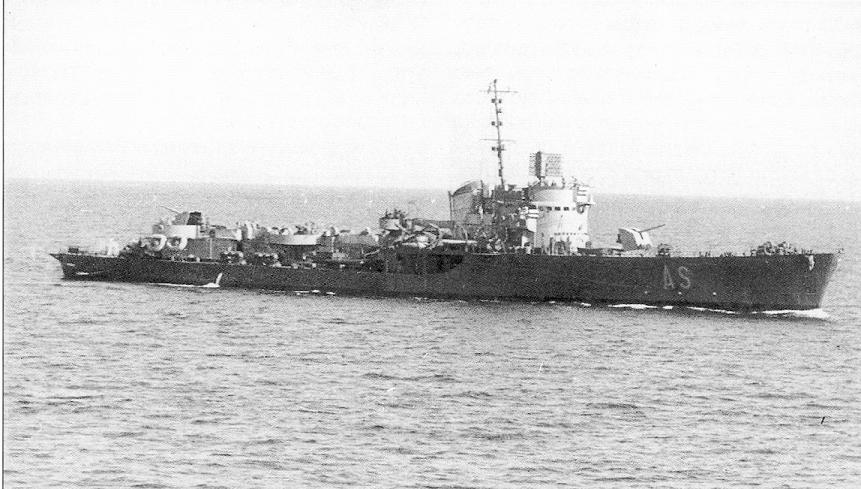
Il precedente Aliseo nel 1945